# Cyclostrema archeri

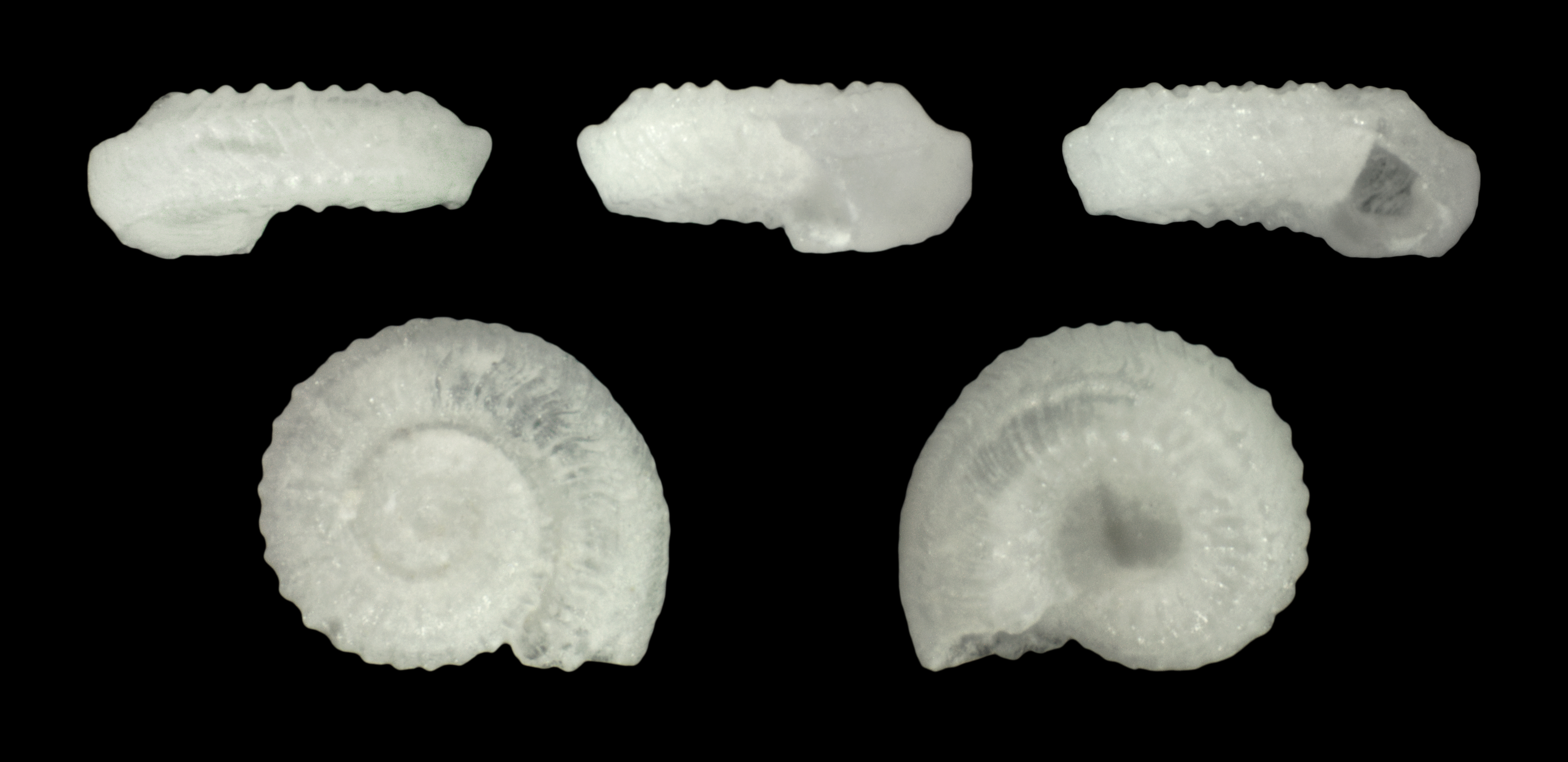

Cyclostrema archeri is een slakkensoort uit de familie van de Liotiidae. De wetenschappelijke naam van de soort is voor het eerst geldig gepubliceerd in 1888 door Tryon.